# SS Pasteur
El SS Pasteur fue un trasatlántico de turbinas de vapor construido para la Compagnie de Navigation Sud-Atlantique. Más tarde navegó con el nombre de Bremen para Norddeutscher Lloyd. Durante su carrera, navegó durante 41 años bajo cuatro nombres y seis banderas de países: Pasteur (1939–57), Bremen (1957–72), Regina Magna (1972–77), Saudiphil I (1977–80) y Filipinas Saudi I (1980). También participó como buque de transporte en la Segunda Guerra Mundial, ya que fue confiscado por la Marina Real Británica.

## Hundimiento

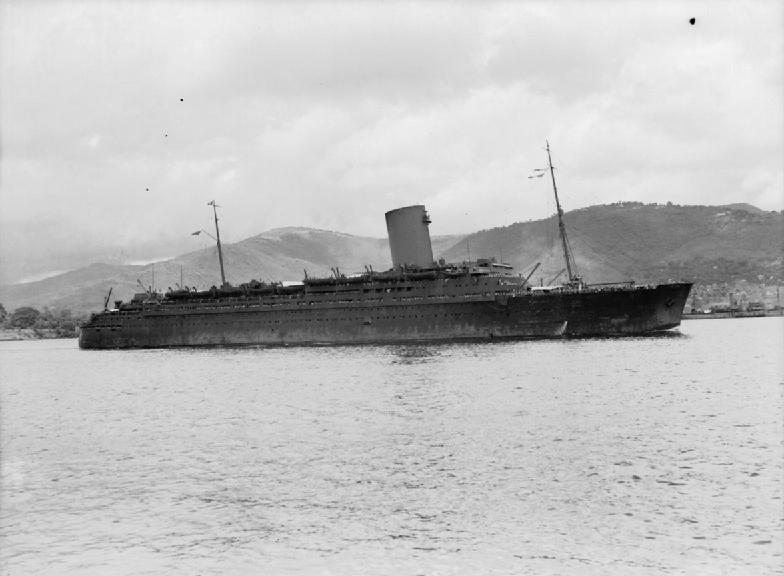
Pasteur en tiempos de guerra en el convoy WS19

En 1980 fue vendido a Philsimport International en Hong Kong y rebautizado como Filipinas Saudi I. Mientras era remolcado por el remolcador panameño Sumatra a desguazadores de barcos taiwaneses en Kaohsiung, Taiwán, volcó sobre su costado de babor y se hundió de popa en el Océano Índico ese mismo año.